# Vísceras

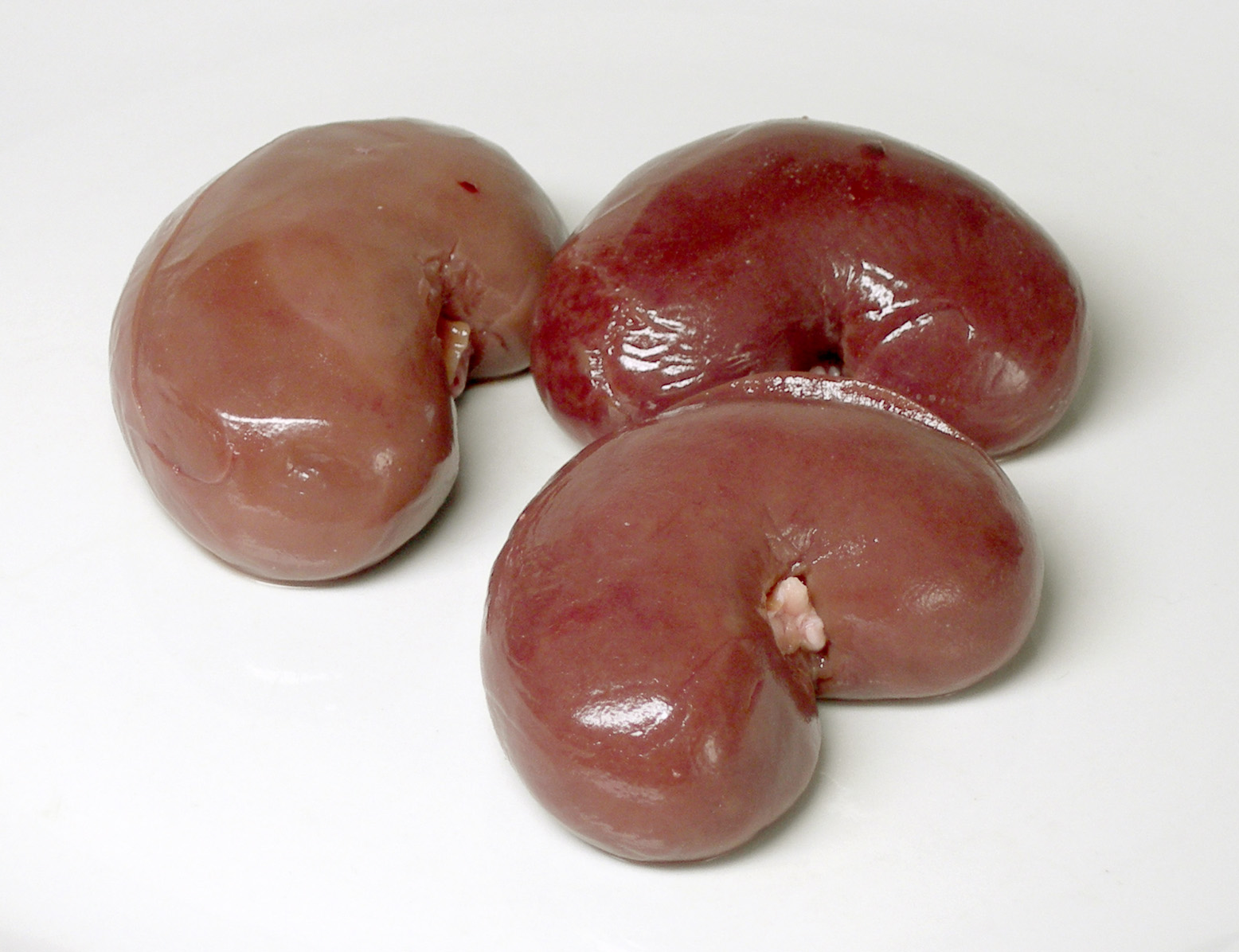
Rins de carneiro

Vísceras são os órgãos internos do corpo que contêm espaço(s) que podem servir para digestão, respiração, armazenamento de excretas ou secreções, etc.
Podem estar presentes no tórax, no abdômen e na pelve. Exemplos de tais órgãos são estômago, intestinos e bexiga.